# Alexandr Drankov
Alexandr Osipovitch Drankov (18 de janeiro de 1886 – 3 de janeiro de 1949) foi um fotógrafo, cinegrafista, produtor cinematográfico e um dos pioneiros na cinematografia pré-revolucionária da Rússia.

## Filmografia

### Realizador
- Bolshoy chelovek (1908)
- Svadba Krechinskogo (1908)
- Kupets Kalashnikov (1909)
- Taras Bulba (1909)